# 胡戈·冯·波尔
胡戈·馮·波爾（德語：Hugo von Pohl，1855年8月25日—1916年2月23日）是一位德國海軍上將，曾於第一次世界大戰的1915年2月至1916年1月期間擔任過「公海艦隊」司令，其指揮風格以謹慎出名，以至於在職期間不曾與「大艦隊」發生過大規模衝突。波爾也是一位「無限制潛艇戰」的提倡者，在將此戰略付諸實施後，於1916年1月因肝癌病重而離職，一個月後即去世。
波爾於1872年加入海軍，曾於1890年代服務於「國家海軍辦公室」，在阿爾弗雷德·馮·鐵必制麾下為德國海軍進行擴張，1900年加入八国联军参与大沽口炮台之战。在1913年4月1日至1915年2月1日期間擔任「海軍參謀本部」參謀長。在斐迪南大公遇刺後，波爾即以海軍參謀長的身份與總參謀長赫爾穆特·約翰內斯·路德維希·馮·毛奇和首相特奧巴登·馮·貝特曼·霍爾維格商討因應對策，並給予剛結束挪威旅行的皇帝威廉二世時建言，發展成向奧匈帝國開出「空頭支票」的情況，引致爆發世界大戰。戰爭爆發後，由於認為戰爭很快就會結束，波爾和「海軍辦公廳」主任格奧爾格·亞歷山大·馮·繆勒和「公海艦隊」司令腓特烈·馮·英格諾爾皆認為沒有必要和數量佔優勢的英國艦隊交戰。早在1914年波爾即主張以潛艇攻擊協約國商船，並建議放棄「捕獲法則」，化為「無限制潛艇戰」。
「第一次多格爾沙洲海戰」後，英格諾爾被解除職務，由波爾繼任「公海艦隊」司令，其謹慎的作風和在水面艦隊的佈署使他頗受非議。1915年2月4日，波爾下令展開「無限制潛艇戰」，在此期間還發生了「盧西塔尼亞號」被擊沉的事件，引發德國和美國的外交危機。1916年1月8日，波爾因為肝癌病情惡化而去職，由作風積極級的萊因哈特·舍爾上將繼任，一個月後波爾去世，德皇還追贈橡葉配寶劍紅鷹勳章，波爾的遺孀還在1920年代撰文為其受到的戰後批評辯解。